# متحف حضارة كرمة

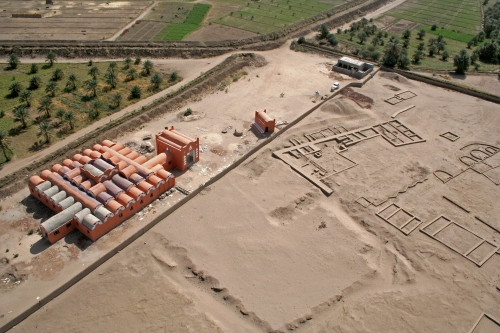
موقع متحف كرمة

من الاكتشافات الفريدة من نوعها على مستوى السودن التي تم التوصل إليها في منطقة تبعد حوالي 15 كيلومتراً عن مدينة كرمة مقبرة تعود للعصر الحجري الحديث أي حوالي 4000 سنة ق.م،  وهي (مقبرة كدروقة) ومتحف كرمة يقع جوار مدينة دنقلا شمال العاصمة السودانية الخرطوم

### الافتتاح
افتتح الرئيس السوداني المشير عمر حسن البشير لمتحف مُجمع حضارة كرمة تقديرا رفيعا لعمل فريق علماء الآثار وتم افتتاحه يوم 19 يناير 2008

#### التصميم
قد تم اختيار شكل مميز لبناء المتحف يتلآم نوعا ما مع المحيط تم تصميم مبنى المتحف من قبل المهندس المعمارى السودانى العالمى دكتور عبد الله صبّار وهو من أبناء المنطقة النوبية وتحديداً قرية (اشكيت) بحلفا القديمة، وهو تصميم يختلف نوعا ما عن فن العمارة النوبي، ولكنه قريب منه من خلال الرسوم الخارجية خصص حيز كبيرللمتحف لوضع الاثار.

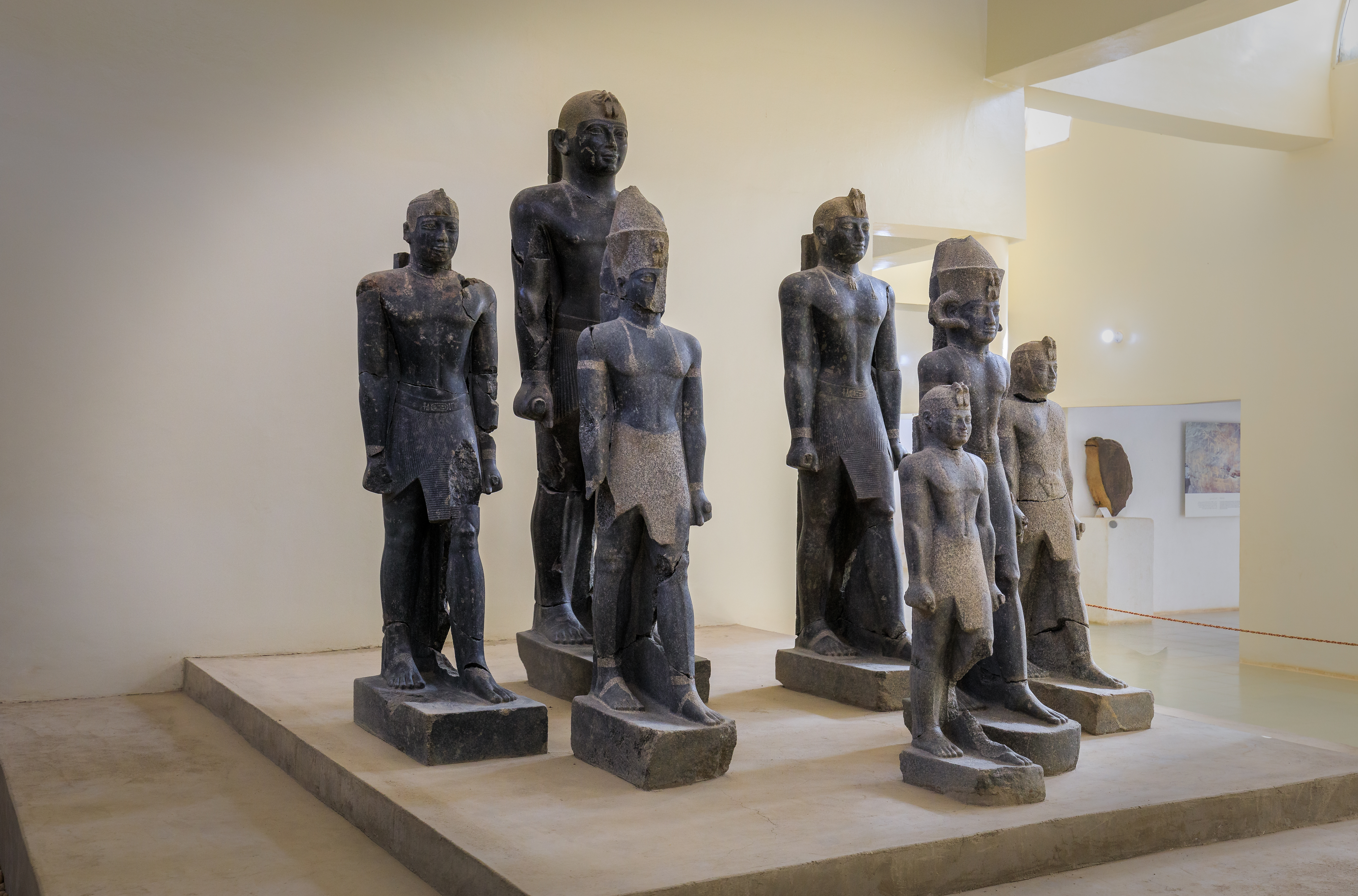
عدد من الملوك القدماء منهم ترهاقا

## المقتنيات
توجد داخل المتحف اثآر تعكس شكل حضارة كرمة علماً بأنّ نظام الحكم في كرمة كان ملكياً، ويقسم المتحف من الداخل إلى عدة أجزاء منها الجزء الذي يحتوي على تماثيل الملوك، ومنهم "تهارقا وسنكاماسكن"، ونجد مقتنيات اخري مثل الأواني والممتلكات وبعض الحلي ورؤوس الأبقار

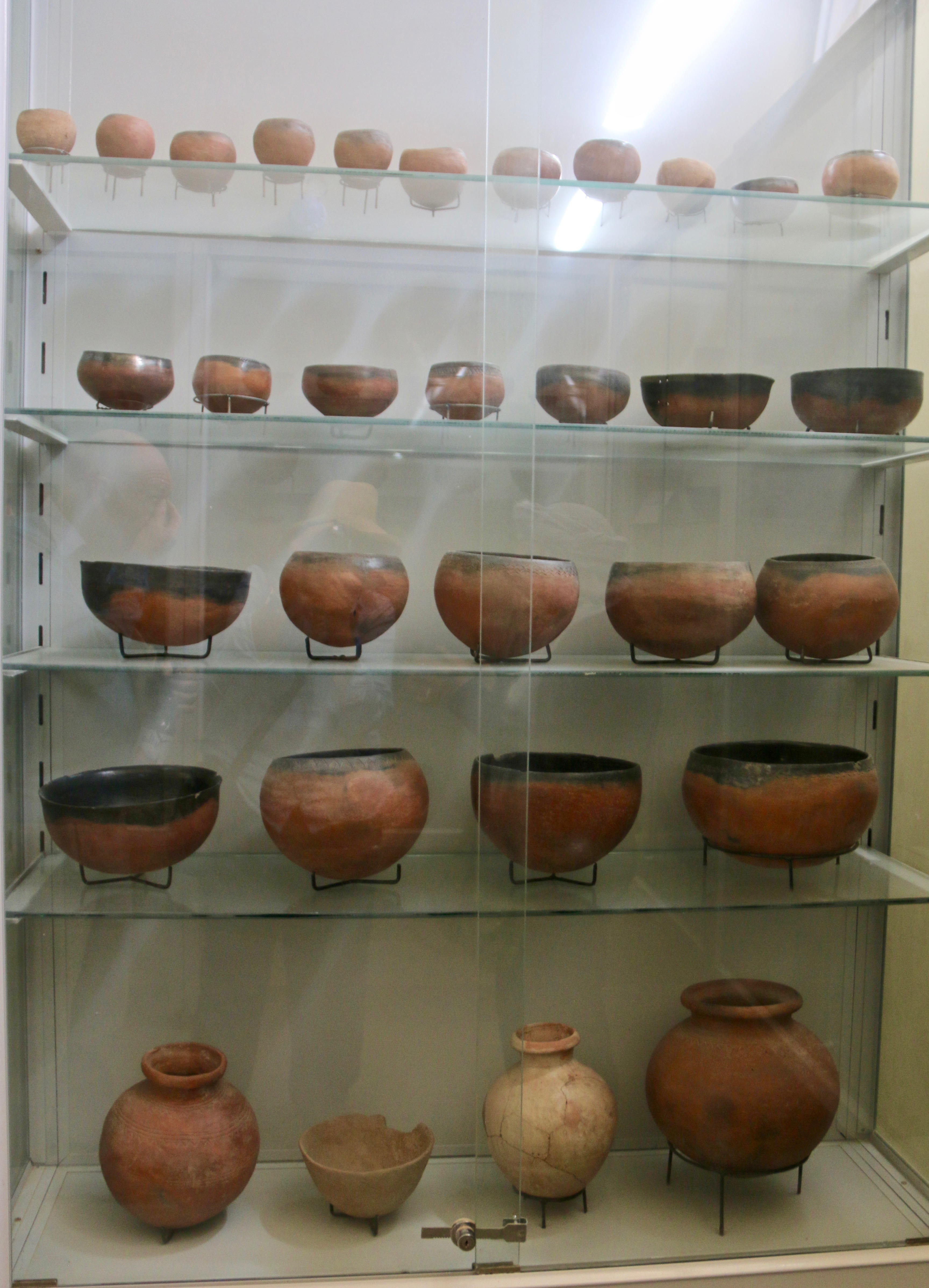
معرض قطع اثرية

### اهداف
ويهدف المتحف الذي أقيم في المكان نفسه الذي جرت فيه أعمال التنقيب بجهود سودانية وسويسرية الي
- تسليط الأضواء على ماض غير معروف في تاريخ السودان
- التحول إلى نقطة جذب سياح لمنطقة بحاجة إلى تنمية واسعة

## معرض الصور

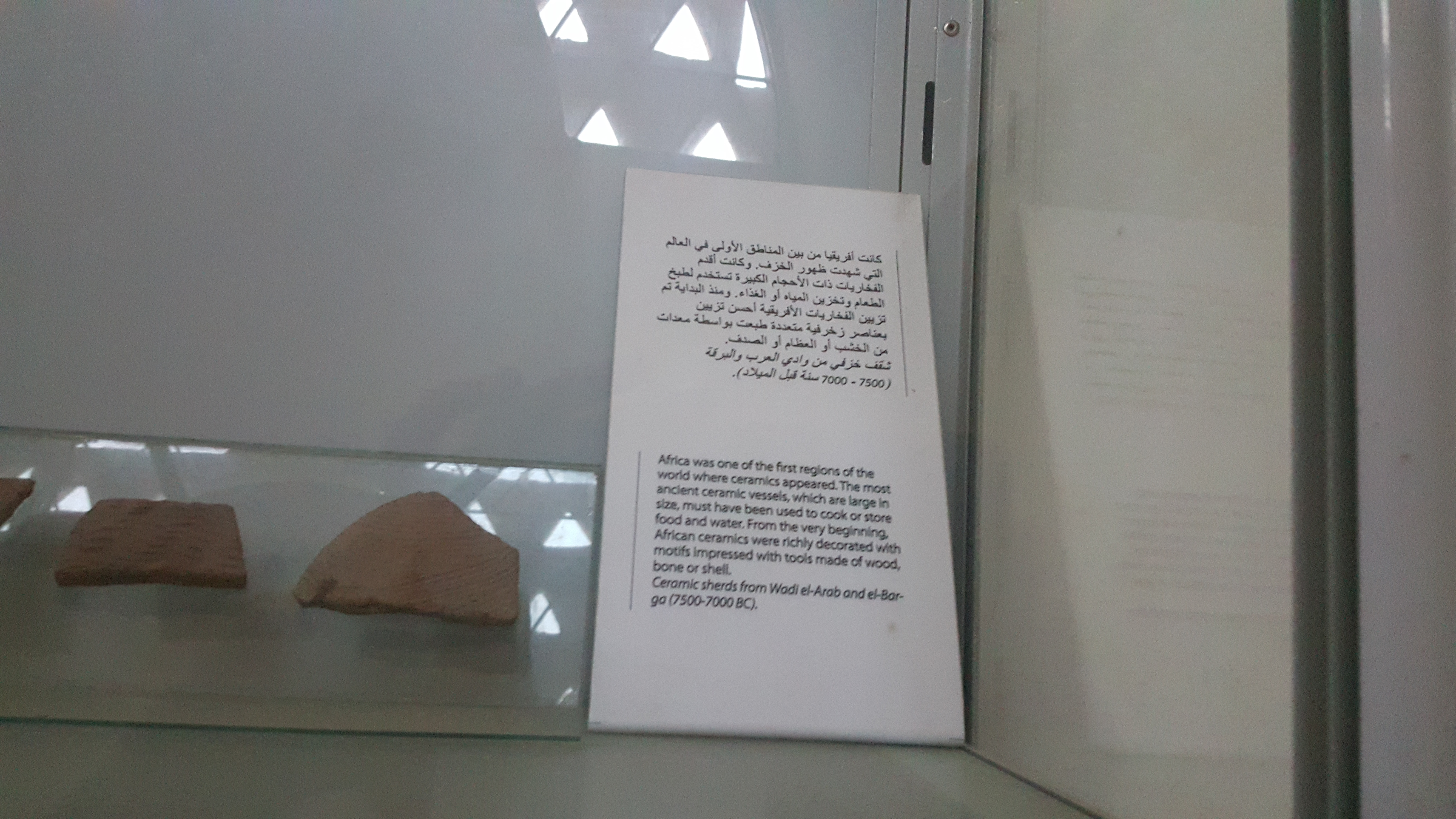
شظايا خزفية من وادي العرب والبارجة (7500 - 7000 قبل الميلاد)
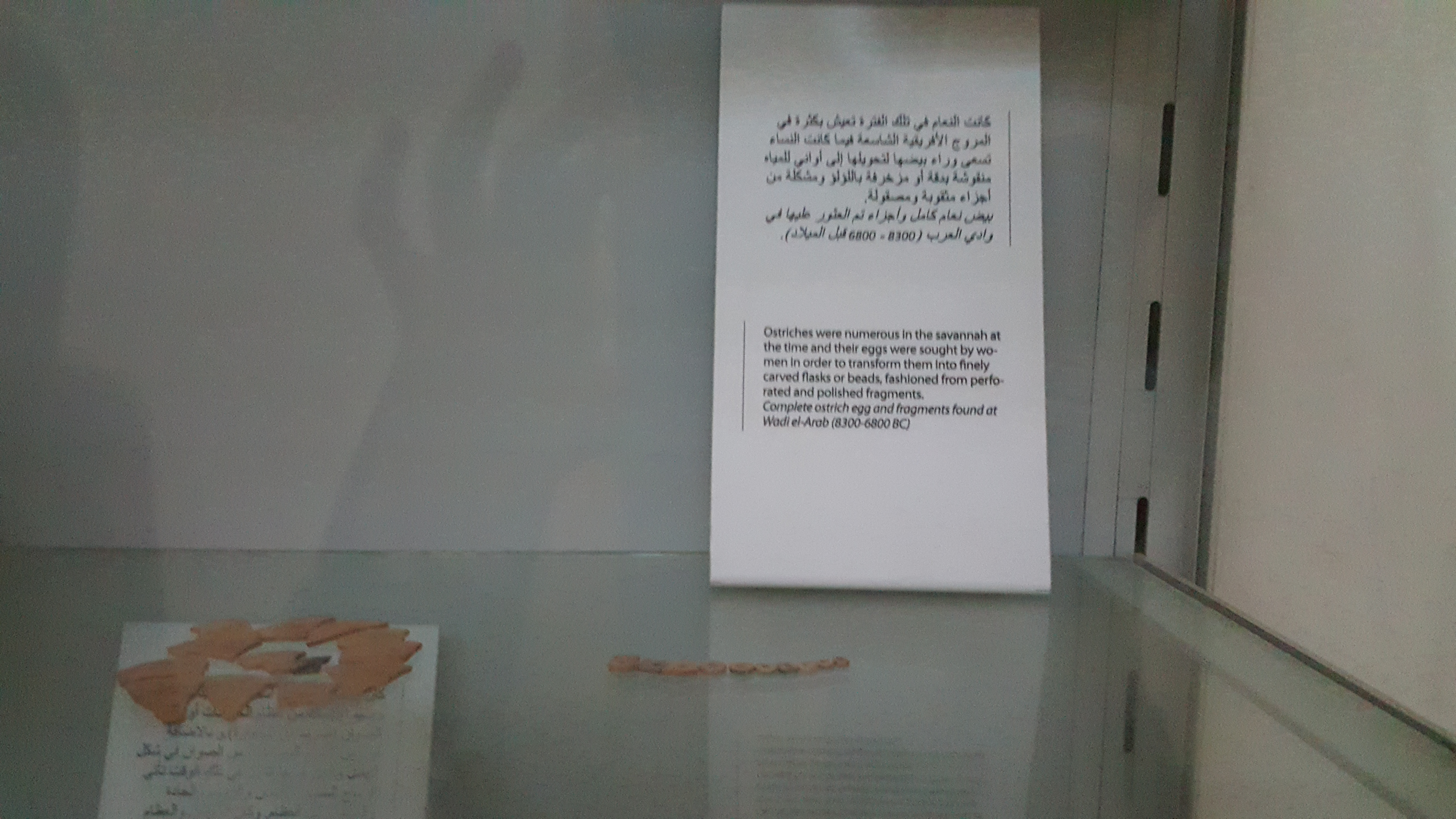
بيضة نعام كاملة وأجزاء منها وجدت في وادي العرب (8300 - 6800 قبل الميلاد).
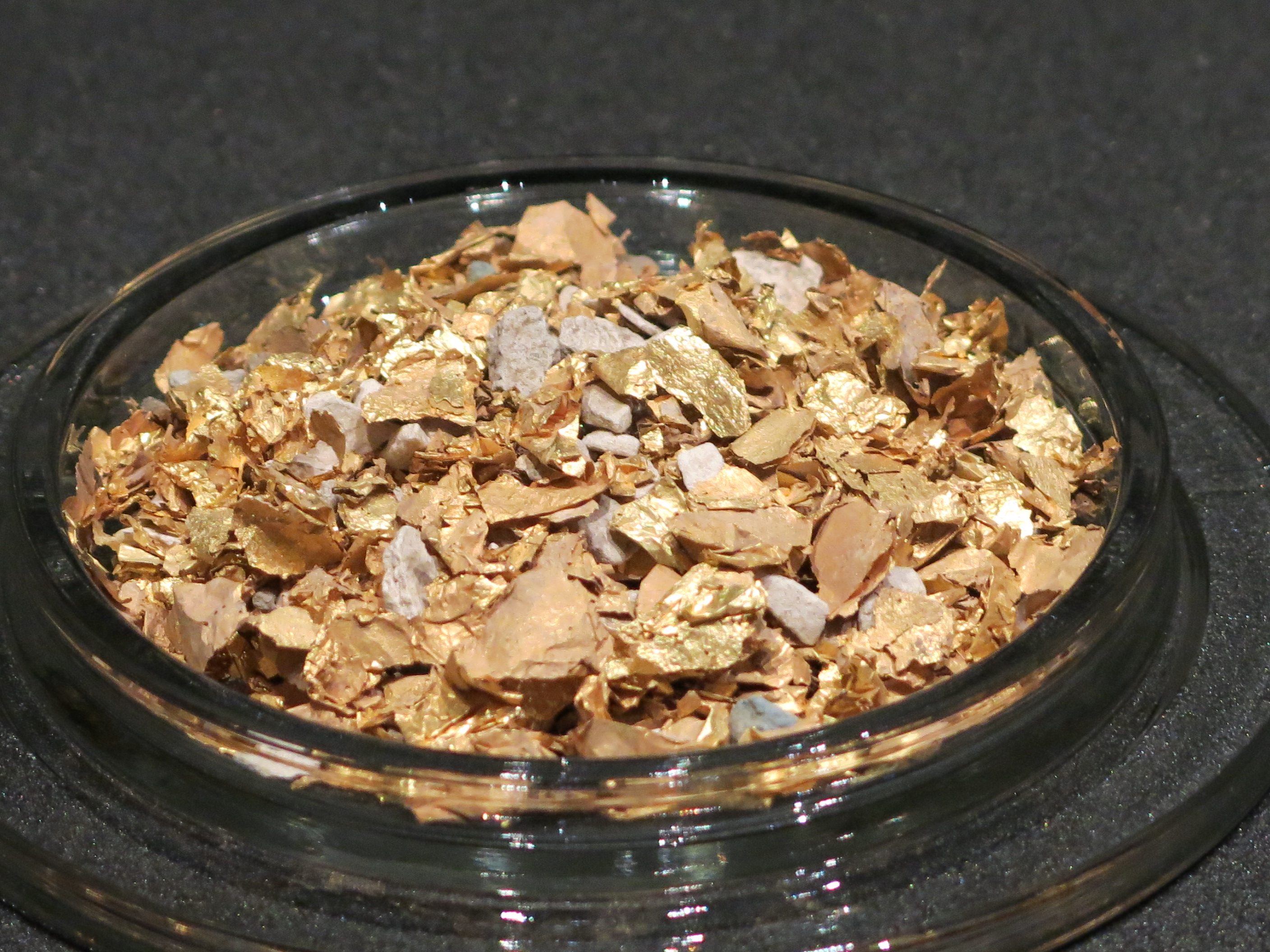
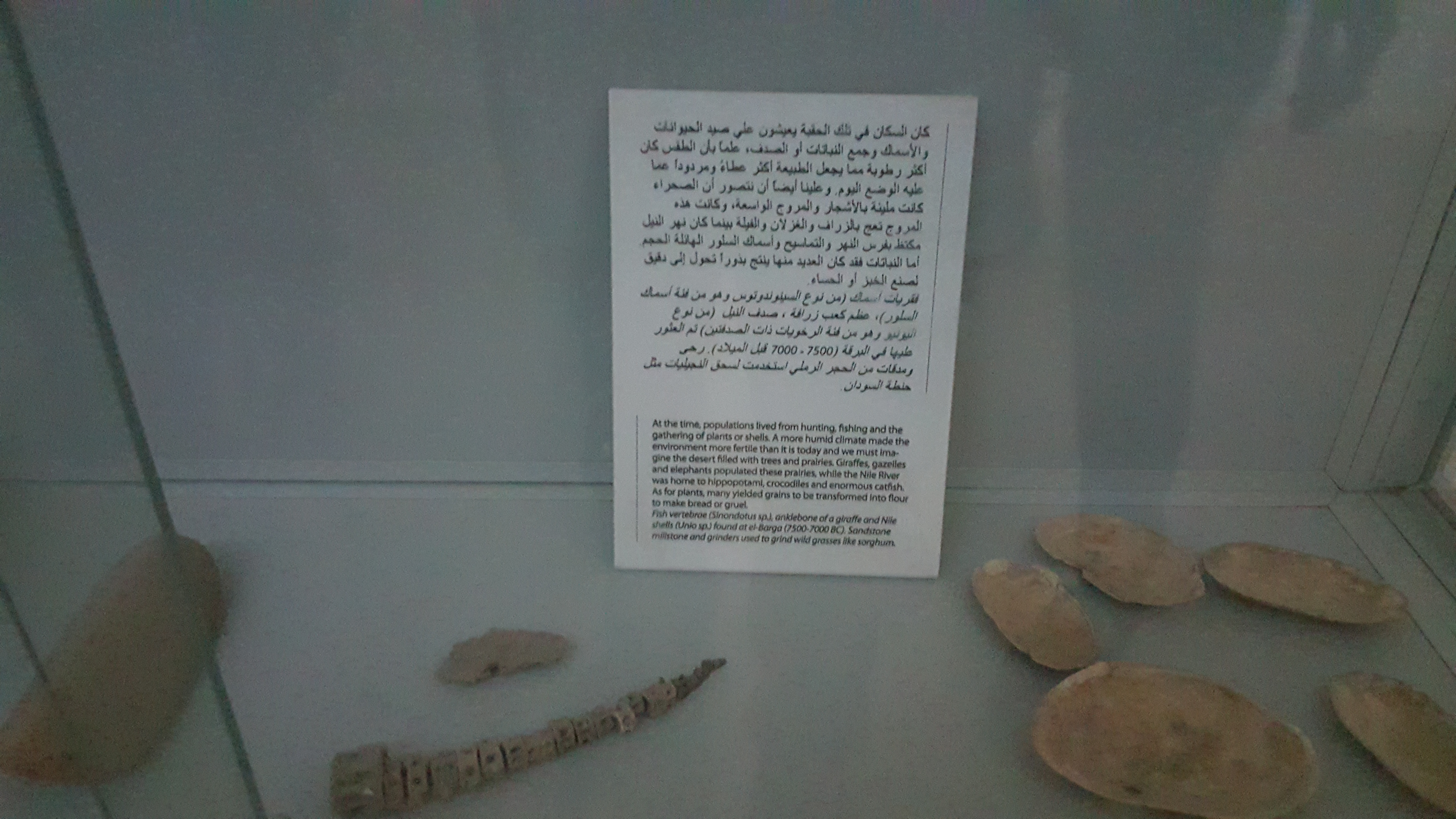
فقرات الأسماك، وعظم الكاحل لزرافة، وأصداف النيل التي وجدت في البرجا (7500 - 7000 قبل الميلاد).
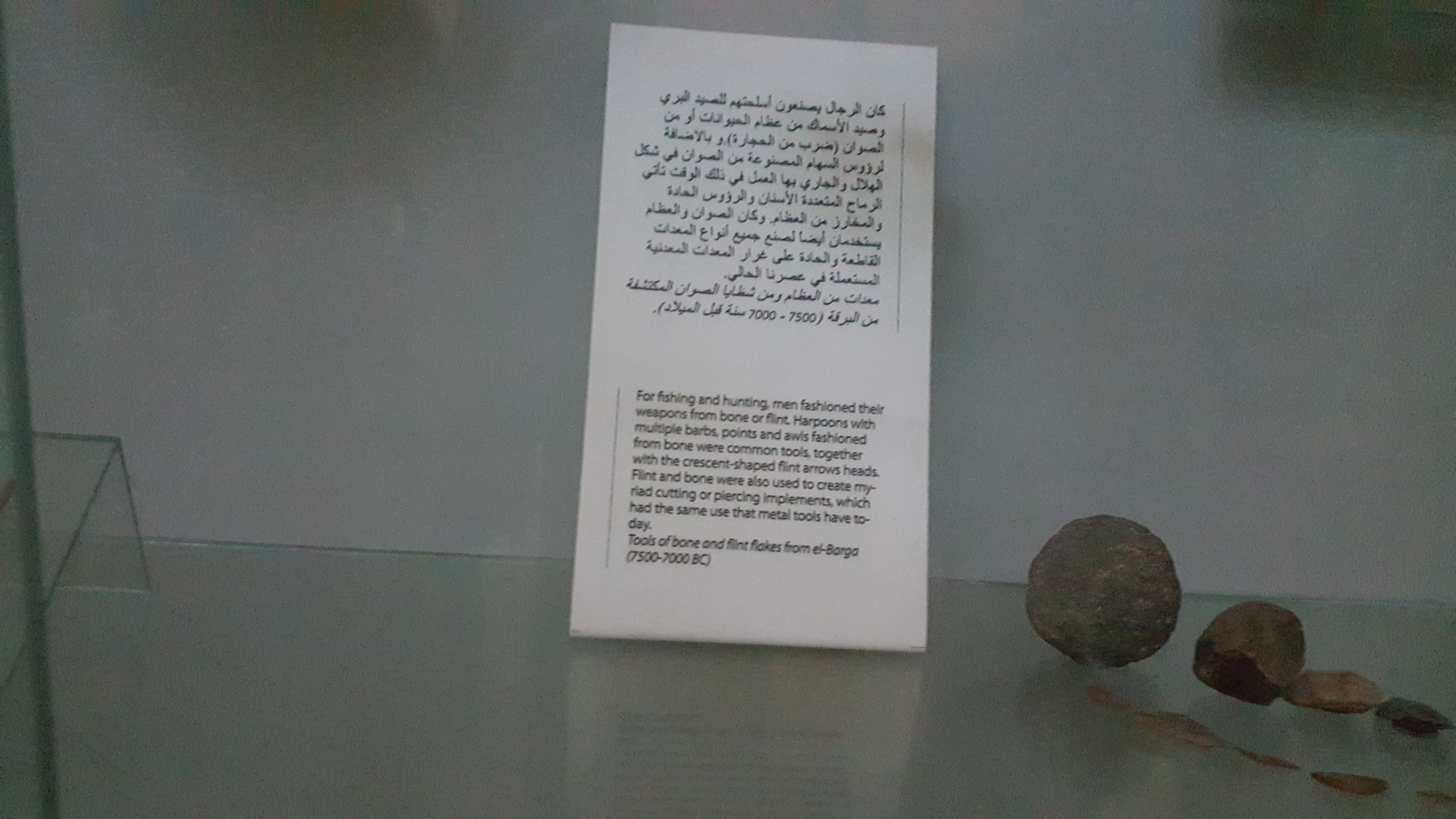
أدوات من العظام ورقائق الصوان من البرجا (7500 - 7000 قبل الميلاد).
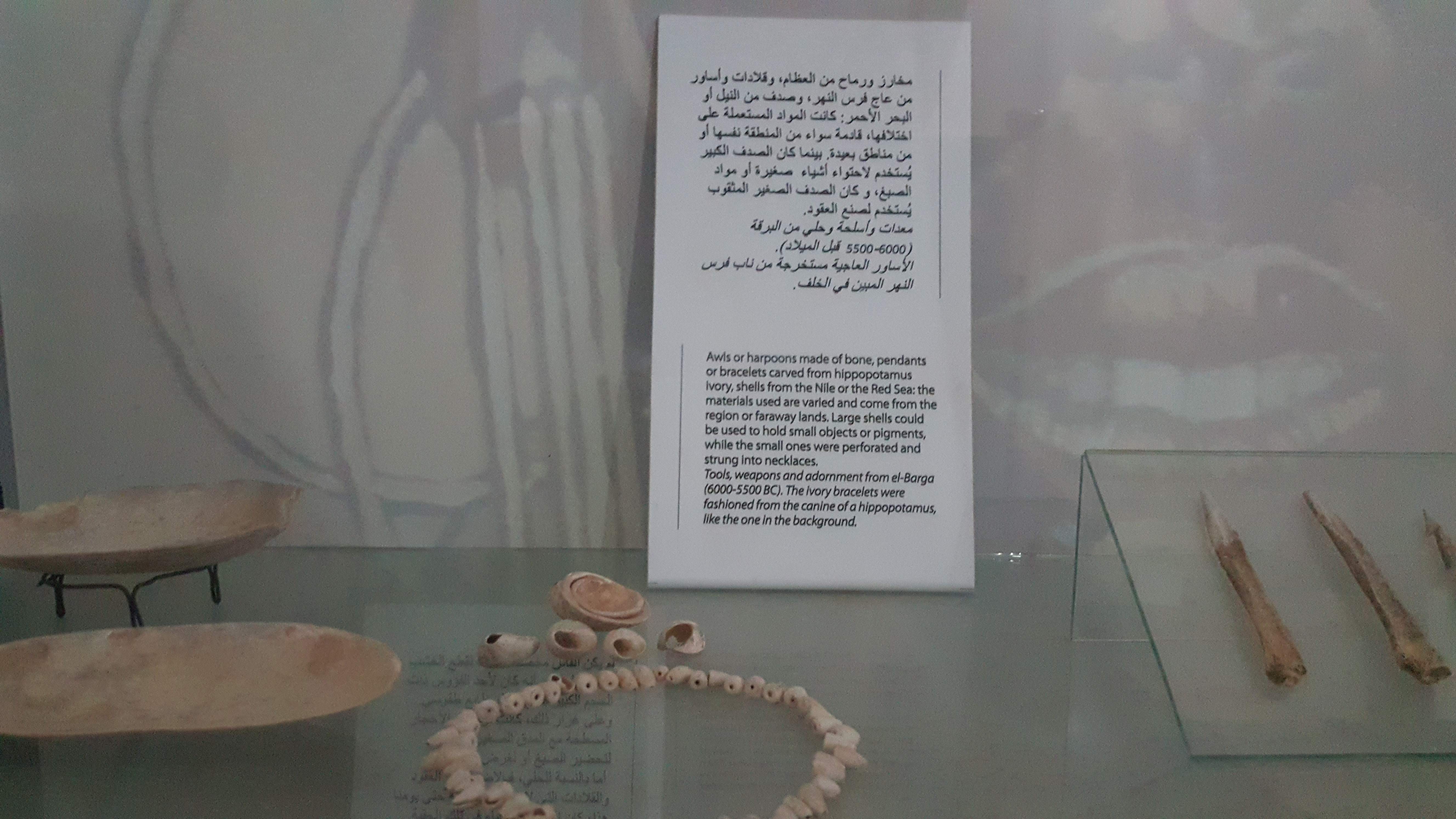
أدوات وأسلحة وزخارف من البرجا (6000-5500 قبل الميلاد).
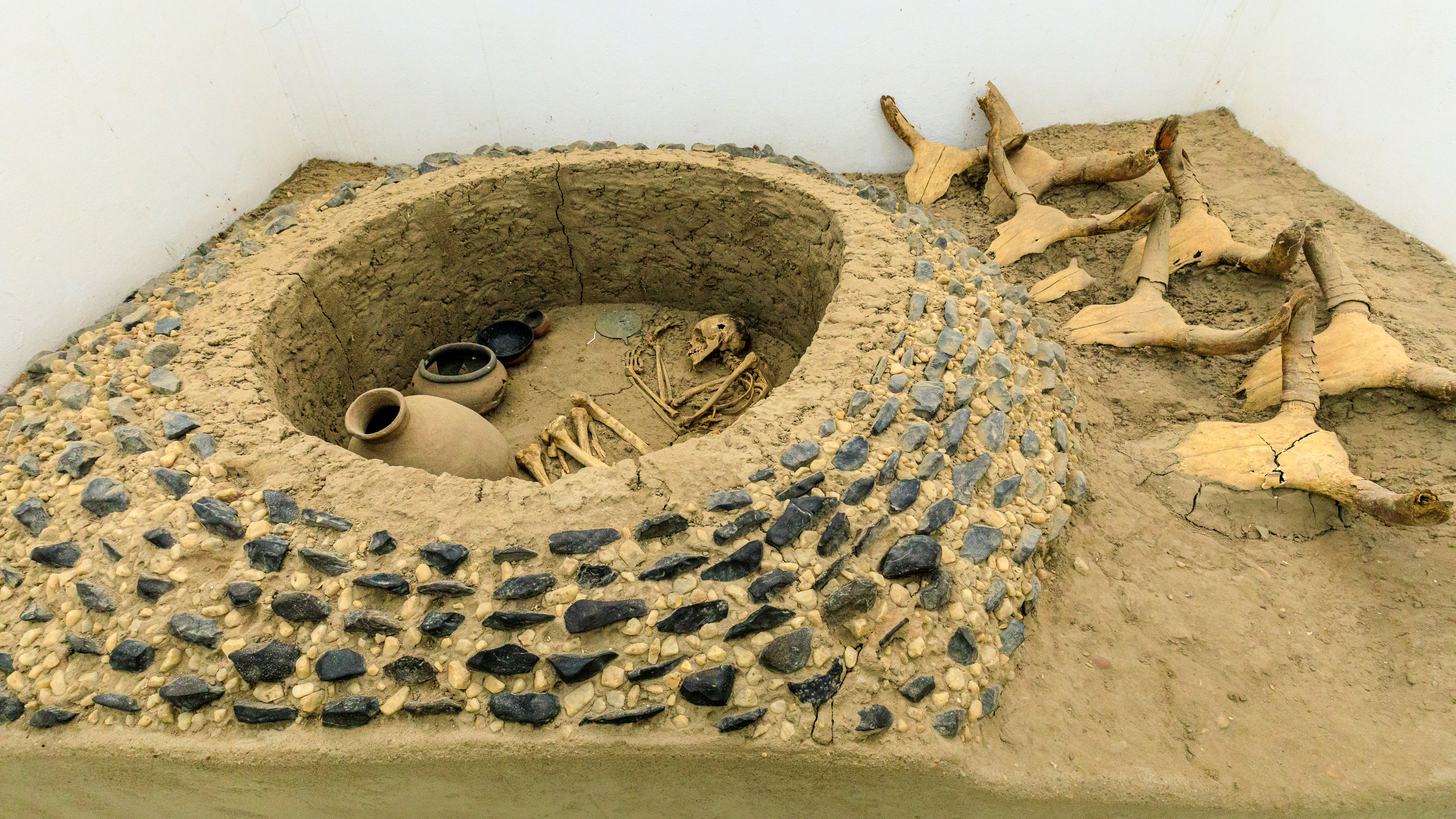
كرمة المبكرة (٢٥٠٠ إلى ٢٤٥٠ قبل الميلاد)، العصر الحجري الحديث، عُثر عليها في مقبرة كرمة.

## مرجع
1. ↑  "متحف "كرمة".. فن العمارة ومستودع الحضارة". www.hayatweb.com. 23 ديسمبر 2018. مؤرشف من الأصل في 2019-02-08. اطلع عليه بتاريخ 2019-12-22.
2. ↑  swissinfo.ch، محمد شريف, كرمة-السودان. "مُجمّع حضارة كرمة يعرض صفحة مغمورة من تاريخ النوبة". SWI swissinfo.ch. مؤرشف من الأصل في 2019-06-24. اطلع عليه بتاريخ 2019-12-22.{{استشهاد ويب}}:  صيانة الاستشهاد: أسماء متعددة: قائمة المؤلفين (link)